# ليونيداس دا سيلفا

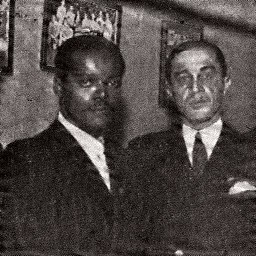

ليونيداس دا سيلفا (بالبرتغالية: Leônidas da Silva‏) الشهير باسم ليونيداس (6 سبتمبر 1913 - 24 يناير 2004) لاعب كرة قدم برازيلي راحل كان يجيد اللعب في خط الهجوم.
لعب طوال مسيرته الرياضية في أندية ساو كريستوفاو (1929) سيريو ليبانيز (1929-1930) بونسوكيسو (1931-1932) بنيارول (1933) فاسكو دا غاما (1934) بوتافوغو (1935-1936) فلامينغو (1936-1942) ساو باولو (1942-1950).
مثل منتخب البرازيل في 19 مباراة مسجلا 21 هدف (1932-1946). شارك مع منتخب البرازيل في بطولة كأس العالم 1934 في إيطاليا حيث خرج من الدور الثمن النهائي وفي بطولة كأس العالم 1938 في فرنسا حيث احتل المركز الثالث، تولى تدريب نادي ساو باولو (1953).